# Luís Correia
Luís Correia est une municipalité brésilienne située dans l'État du Piauí.